# Teodorico III d'Autun
Teodorico III, Thierry in francese, Teodoric in catalano e Theodericus in latino (inizio secolo IX – 830 circa), fu Conte di Autun.

## Origine
Teodorico, secondo Le manuel de Dhuoda era figlio del conte di Tolosa, duca di Narbona e marchese di Gotia, Guglielmo di Gellone (755-812), che era cugino di Carlo Magno, e di Guitberga d'Hornbach († 804), citata dal marito nel documento per la fondazione dell'Abbazia di Saint-Guilhem-le-Desert, del dicembre 804.

Secondo la Critique des deux chartes de foundation de l'abbaye de Saint-Guillem-du-Désert, Guglielmo era figlio del Conte di Autun, Teodorico I (prima metà secolo VIII – ca. 793) di antica famiglia Merovingia e di Alda o Audana (?-† 751), che secondo la Histoire du Duché de Bourgogne du VIIIème au XIVème siècle, era figlia di Carlo Martello e di Rotrude di Treviri .

Di Teodorico I d'Autun non si conoscono gli ascendenti, ma, già nel 736, secondo la Histoire du Duché de Bourgogne du VIIIème au XIVème siècle, era uno dei fedeli alleati di Carlo Martello, quando quest'ultimo intervenne in Borgogna, e poi secondo gli Einhardi Annales lo fu anche di Carlo Magno.

## Biografia
Della vita di Teodorico non si hanno molte informazioni. 
Teodorico non viene citato dal padre, Guglielmo, nel suo testamento datato 804, per cui si presume che in quella data non fosse ancora nato.

In quello stesso anno 804, secondo la Ex vita Sancti Willelmi, suo padre, Guglielmo, fondò il monastero benedettino di Gellona, l'attuale abbazia di Saint-Guilhem-le-Désert, come è confermato anche nel documento dell'804, scritto in occasione della fondazione del monastero di Gellone, dove, nell'806, si ritirò, dopo aver abdicato da tutti i suoi titoli.
Suo padre, Guglielmo, morì il 28 maggio 812
Teodorico, sia secondo la Histoire du Duché de Bourgogne du VIIIème au XIVème siècle, che secondo LES FAMILLES NOBLES DU ROYAUME, DU DUCHÉ ET DU COMTÉ DE BOURGOGNE ET DE FRANCHE-COMTÉ : LES COMTES D'AUTUN come conte di Autun, succedette al cugino, Teodorico II, nell'821, e governò la contea, per circa dieci anni, sino all'830, anno in cui probabilmente morì.

Gli succedette il fratellastro, Bernardo di Settimania, già duca di Settimania, conte di Barcellona e Conte di Gerona e futuro conte di Tolosa.

## Matrimonio e discendenza
Di Teodorico non si conosce il nome di una eventuale moglie e di lui non si conosce alcuna discendenza.

### Fonti primarie
- (LA)  Monumenta Germanica Historica, Scriptores, tomus primus.
- (LA)  Recueil des historiens des Gaules et de la France. Tome 5.
- (LA)  Le manuel de Dhuoda.
- (LA)  Testament de Guillaume, Comte de Toulouse

### Letteratura storiografica
- (LA)  (FR)  Critique des deux chartes de foundation de l'abbaye de Saint-Guillem-du-Désert.
- (FR)  Histoire du Duché de Bourgogne du VIIIème au XIVème siècle.